# Campanario de Giotto
El campanario o campanile de Giotto (en italiano: campanile di Giotto) es la torre campanario de la iglesia Santa María del Fiore, catedral de Florencia, situada en la plaza del Duomo. Es un ejemplo típico de los campaniles italianos, edificios separados de la iglesia destinados exclusivamente a disponer en ellos los campanarios y evitar los daños por vibraciones en el edificio de la iglesia.

## Historia
Su fundación remonta al siglo XIII, fecha del comienzo de la construcción de la nueva catedral dirigida por Arnolfo di Cambio.
Su posición es inhabitual, alineada con el frente de la iglesia, probablemente debido a la necesidad de liberar la zona posterior para la enorme cúpula prevista en el proyecto de Arnolfo di Cambio.
Seguido a la muerte de Arnolfo en 1302, el pintor, escultor y arquitecto florentino Giotto retoma la construcción en 1334 como maestro albañil y se ocupa primero de la construcción de la base de la torre.
Su proyecto global (jamás realizado) de una altura de 110-115 metros, preveía una cima piramidal de aproximadamente 30 metros de altura. Giotto muere en 1337, dejando la obra inconclusa y su nombre a la torre.
Los trabajos son continuados por Andrea Pisano, pero este muere durante la epidemia de peste negra en 1348.
La torre sería finalizada por Francesco Talenti, quien retoma la construcción en 1349 concluyéndola en 1359. Talenti le daría su forma actual definitiva resolviendo el problema de equilibrio del edificio con pilastras que permitían grandes aberturas.

## El edificio actual

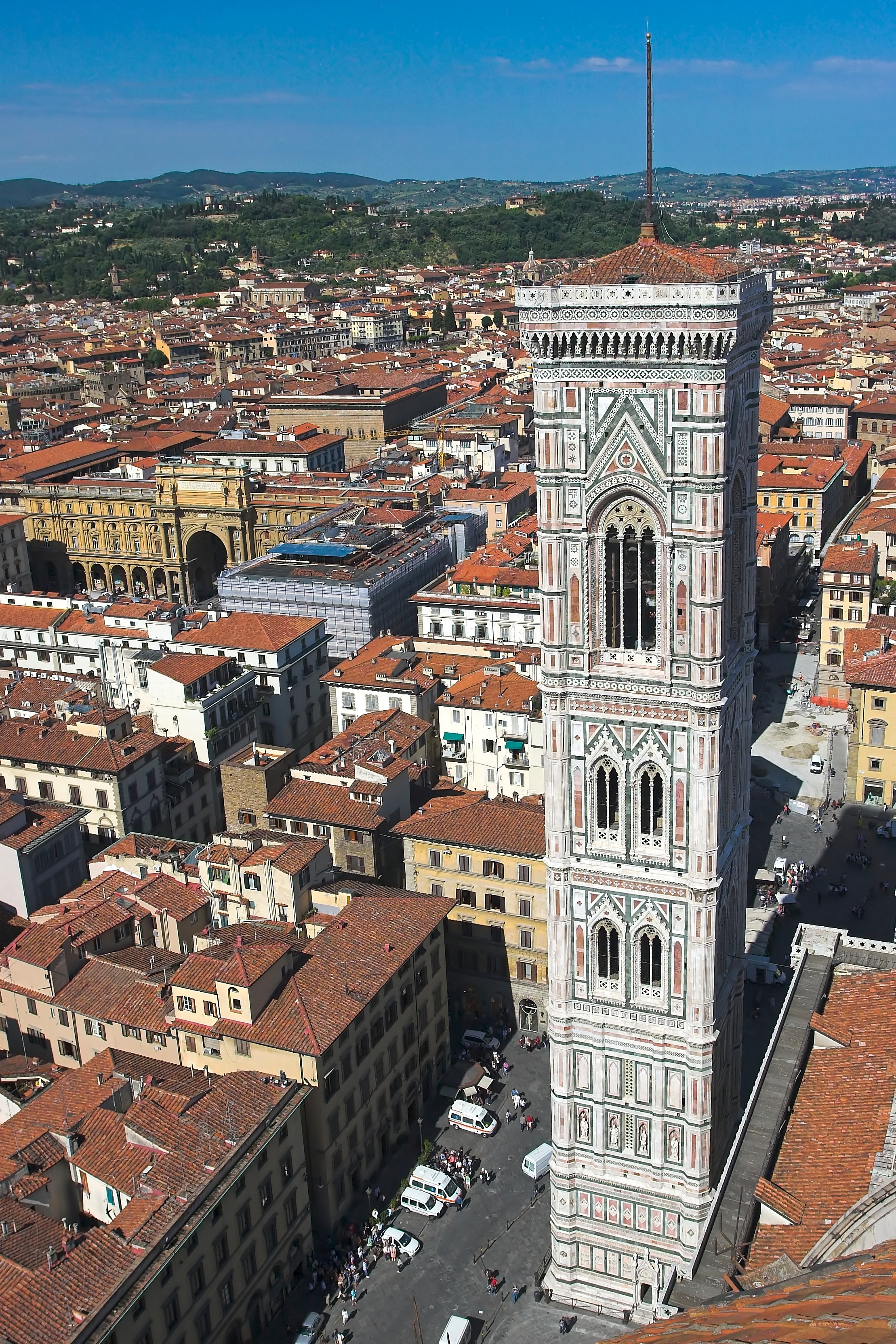
Vista del campanario desde el domo

Con una base cuadrangular de 14,45 metros y una altura de 84,70 metros, está compuesto de los elementos arquitectónicos siguientes, por nivel:
- Una base decorada:
  - en el primer registro, medallones hexagonales representando la Caída original y la Redención por el trabajo,
  - en el segundo por diamantes, con figuras simbólicas de los planetas, las virtudes, las artes liberales y los sacramentos,
- El segundo nivel con estatuas de los profetas y las sibilas,
- los últimos tres niveles con aberturas gemelas,
- la terraza de la cumbre, accesible por una escalera de 441 escalones, cima que termina con un Falso arco

Los cinco niveles están recubiertos de mármoles policromos como los de la catedral y los del Baptisterio de San Juan. Estos mármoles son principalmente mármol blanco de Carrara, verde de Prato, rosa de Maremma y rojo de Siena.
Los bajorrelieves y las esculturas son copias de las cuales sus originales se conservan en el Museo dell'Opera del Duomo.

## Descripción por niveles

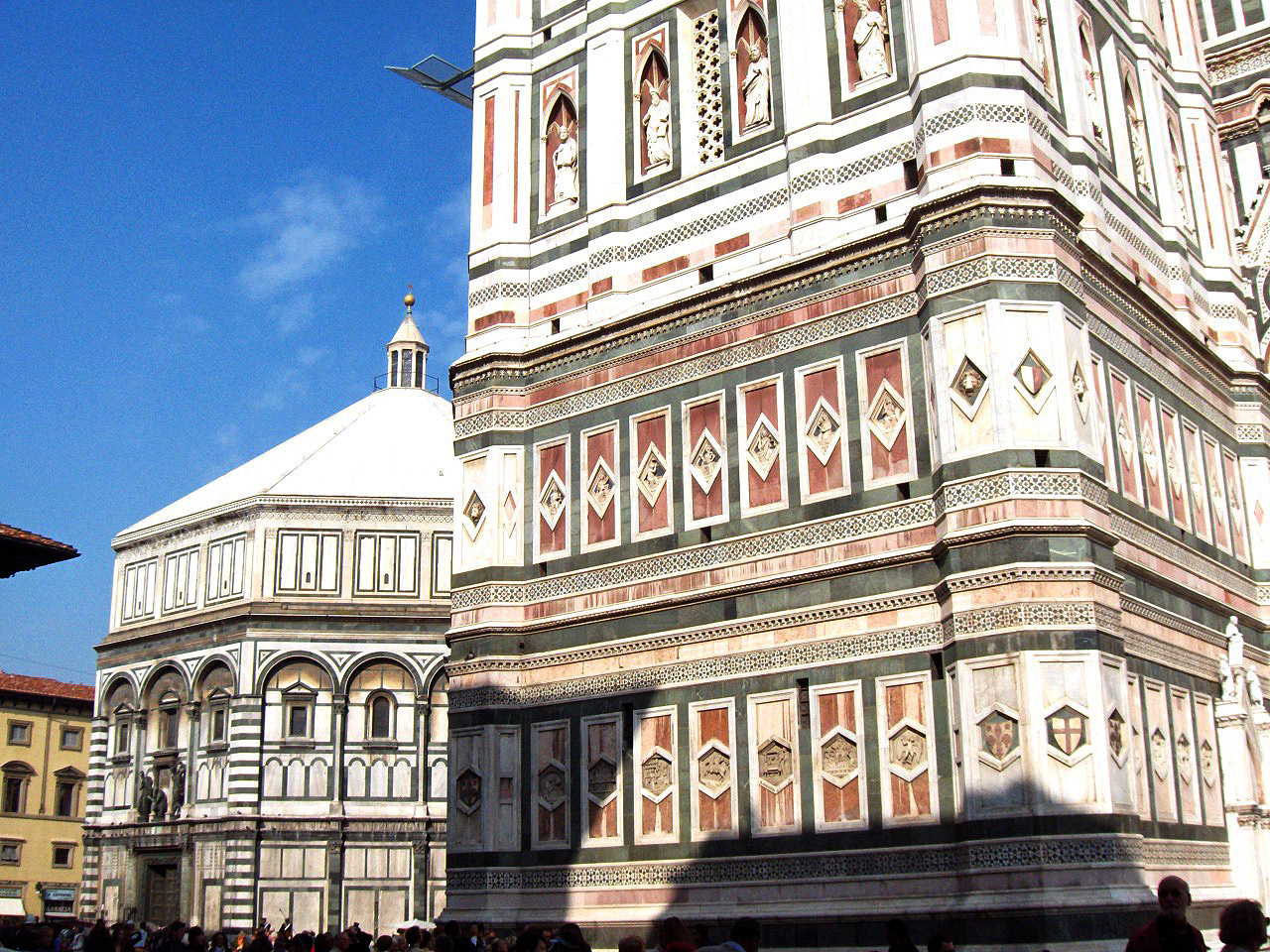
Hexágonos y diamantes de la base

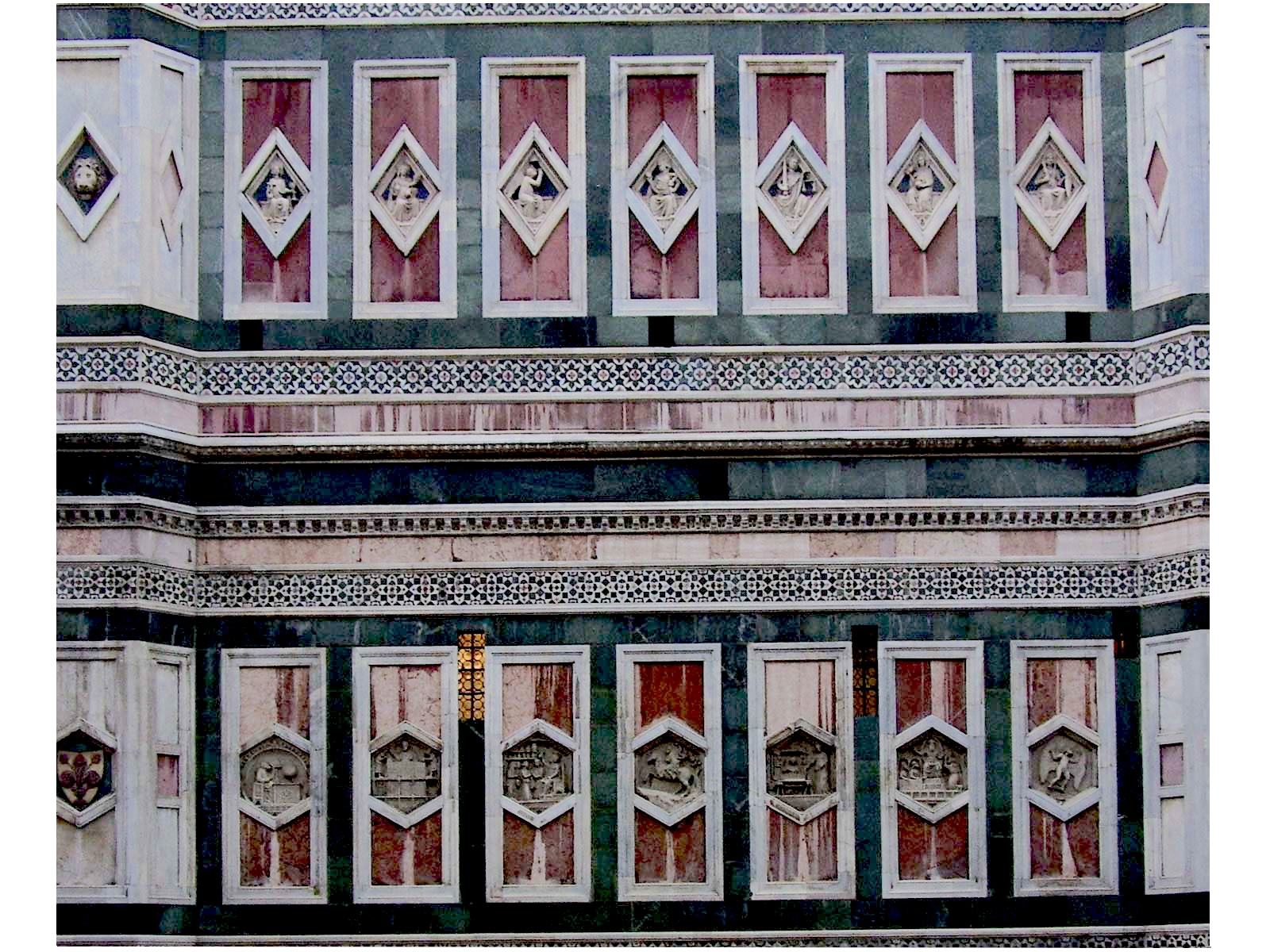
Detalle de la base

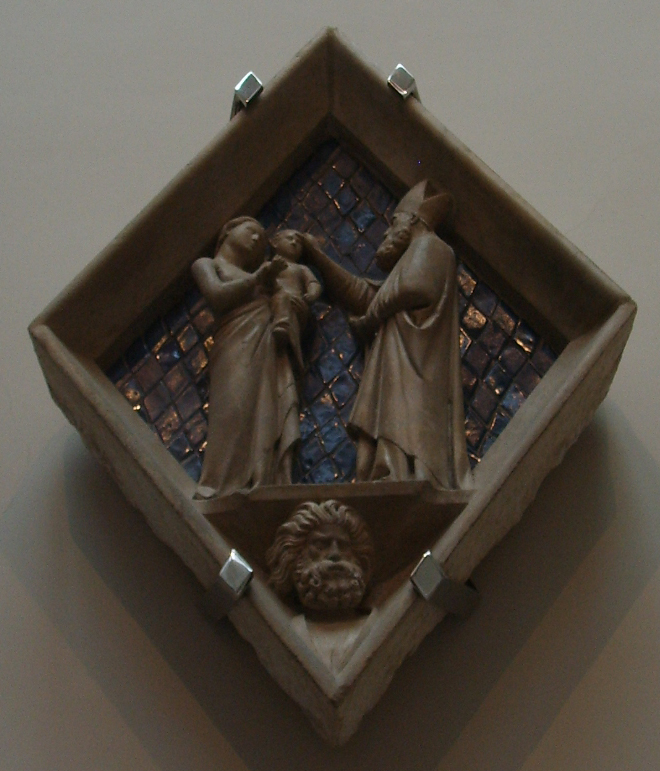
Diamante de la Confirmación de Maso di Banco

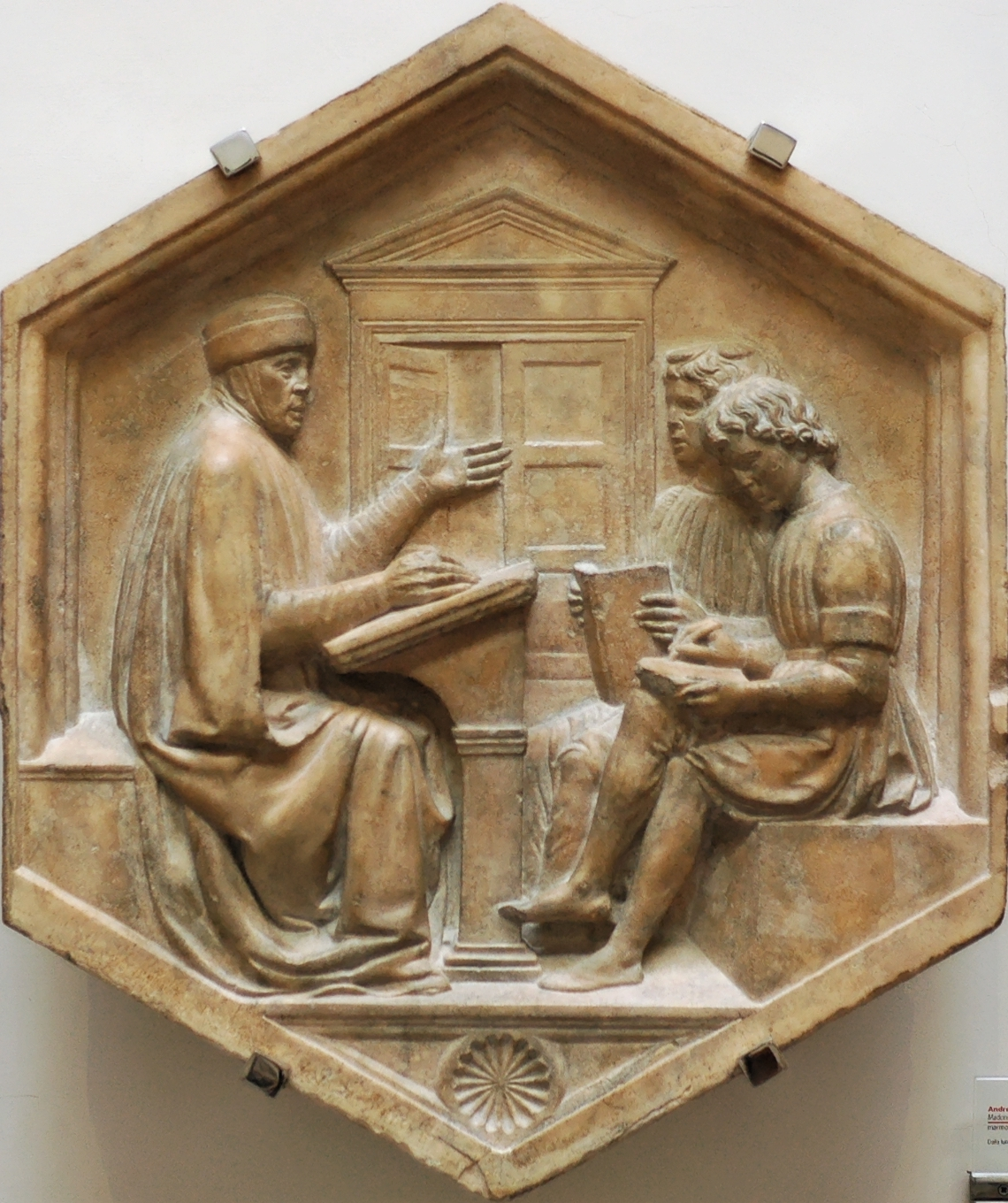
Priscien ou la grammaire, panel hexagonal de Luca della Robbia

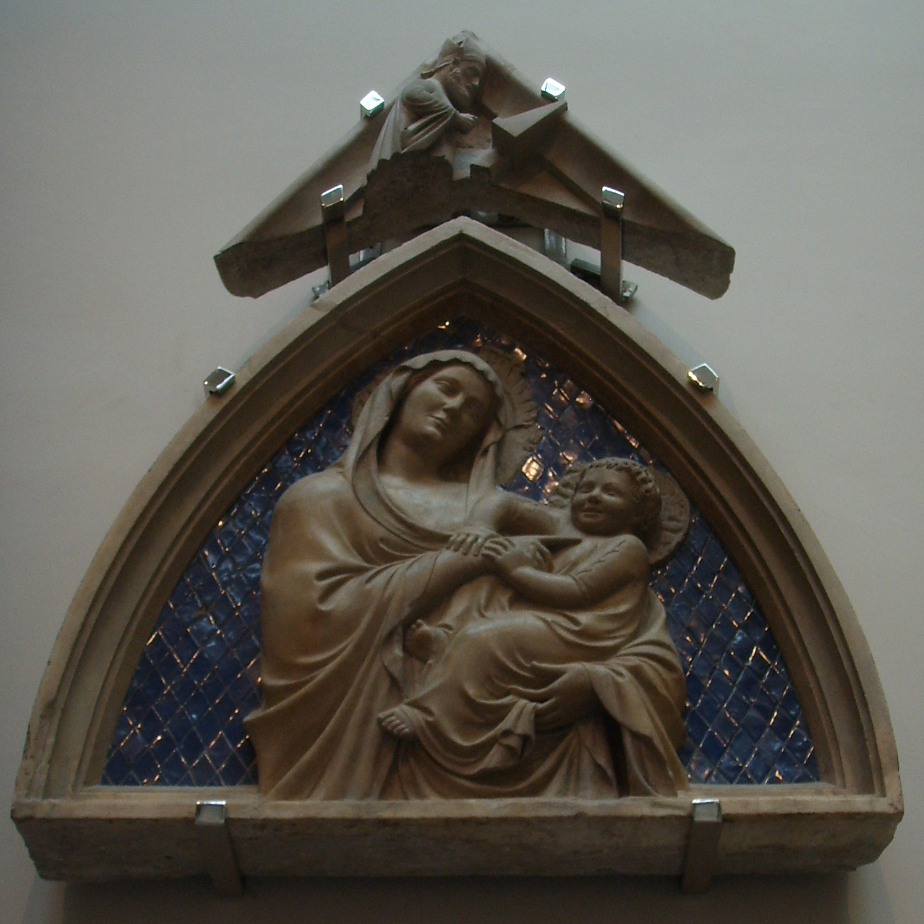
Madonna col Bambino de Pisano

Los bajorrelieves hexagonales abajo y en diamante en el nivel superior son difíciles de atribuir ya sea a Andrea Pisano, Luca della Robbia o Giotto.
| Cara oeste | Cara sur | Cara este | Cara norte |
| Paneles exagonales de la Base | | | |
| - 1.° la Creación del hombre; - 2.° la creación de la mujer; - 3.° la Ley del trabajo; - 4.° la Vida pastoral; - 5.° la Música; - 6.° la Metalurgia; - 7.° la Invención del vino. | - 8.° la Astronomía; - 9.° la Arquitectura; - 10.° el Arte del alfarero; - 11.° el Arte de entrenar caballos; - 12.° el Arte del tejedor; - 13.° la Promulgación de las leyes; - 14.° la Exploración de nuevas regiones. | - 15.° la Navegación; - 16.° la Justicia social; - 17.° la Agricultura; - 18.° el Comercio; - 19.° la Geometría                                                              | - 20.° la Escultura; - 21.° la Pintura; --- - Elio Donato o Prisciano (gramática) - Platón y Aristóteles (retórica y dialéctica o filosofía) - Arión de Lesbos o Orfeo (música) - Euclides y Pitágoras (geometría y aritmética) - Ptolomeo (astronomía) (los últimos cinco obra de Luca della Robbia)     |
| Diamantes del nivel superior | | | |
| - Los siete astros: Luna, Mercurio, Venus, Sol, Marte, Júpiter, Saturno. | - Las Virtudes teologales: Fe, Esperanza, Caridad - Las Virtudes cardinales: Prudencia, Justicia, Templanza, Fuerza (ambas series del taller de Andrea Pisano)                                                           | - Las Artes del discurso: Gramática, Dialéctica, Retórica - Las Artes del Quadrivium: Aritmética, Música, Geometría y Astronomía. (ambas series del taller de Andrea Pisano) | - Los siete sacramentos : Bautismo, Confesión, Casamiento, Ordenación, Confirmación, Eucaristía, Extrema Unción (atribuidos a Alberto Arnoldi o a Maso di Banco) |
| Estatuas en los nichos con arcos (nivel superior; cuatro por lado, rematados en el nivel superior por nichos simulados vacíos.)                                                   | | | |
| - Sibila de Tibur (Pisano) - David (Pisano) - Salomón (Pisano) - Sibila de Eritrea (Pisano)                                                                                       | - Profeta Moisés (Pisano) o Maso di Banco) - Profeta (Pisano) - Profeta (Pisano) o colaborador) - Profeta (Pisano) o Maso di Banco)                                                                                      | - Profeta barbudo (Donatello) - Profeta (Nanni di Banco) - El Sacrificio de Isaac por Abraham (Donatello y Nanni di Bartolo) - Profeta, llamado el pensador (Donatello)      | - Profeta (probablem.de Nanni di Bartolo, firmado como Donatello) - Habacuc (Donatello, retratando a Giovanni Chiericini, un enemigo de los Medicis) - Jeremias (Donatello, retratando de Francesco Soderini, un enemigo de los Medicis) - Abdias (Nanni di Bartolo) (las cuatro añadida entre 1420-1435) |

## Galería de imágenes

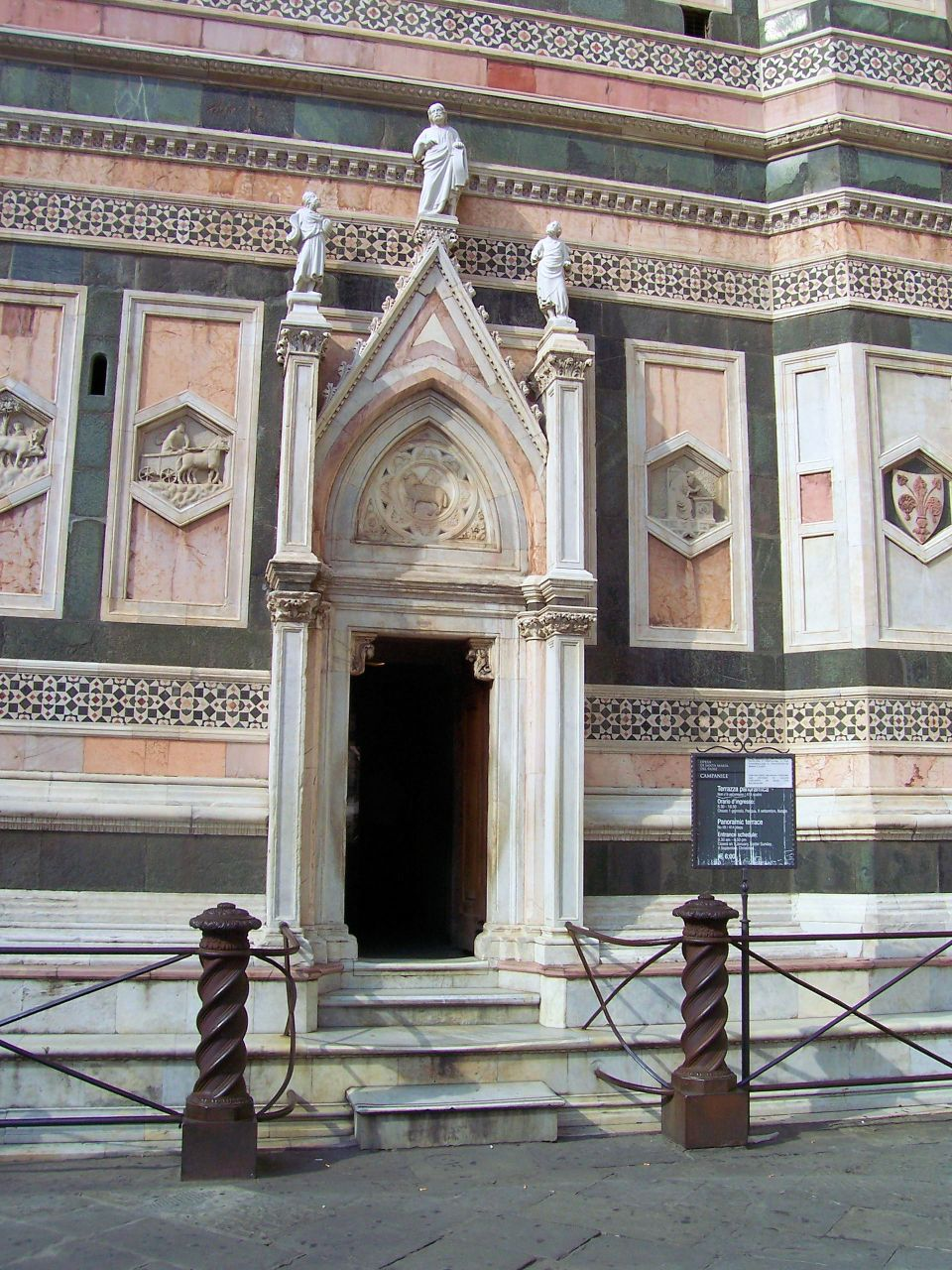
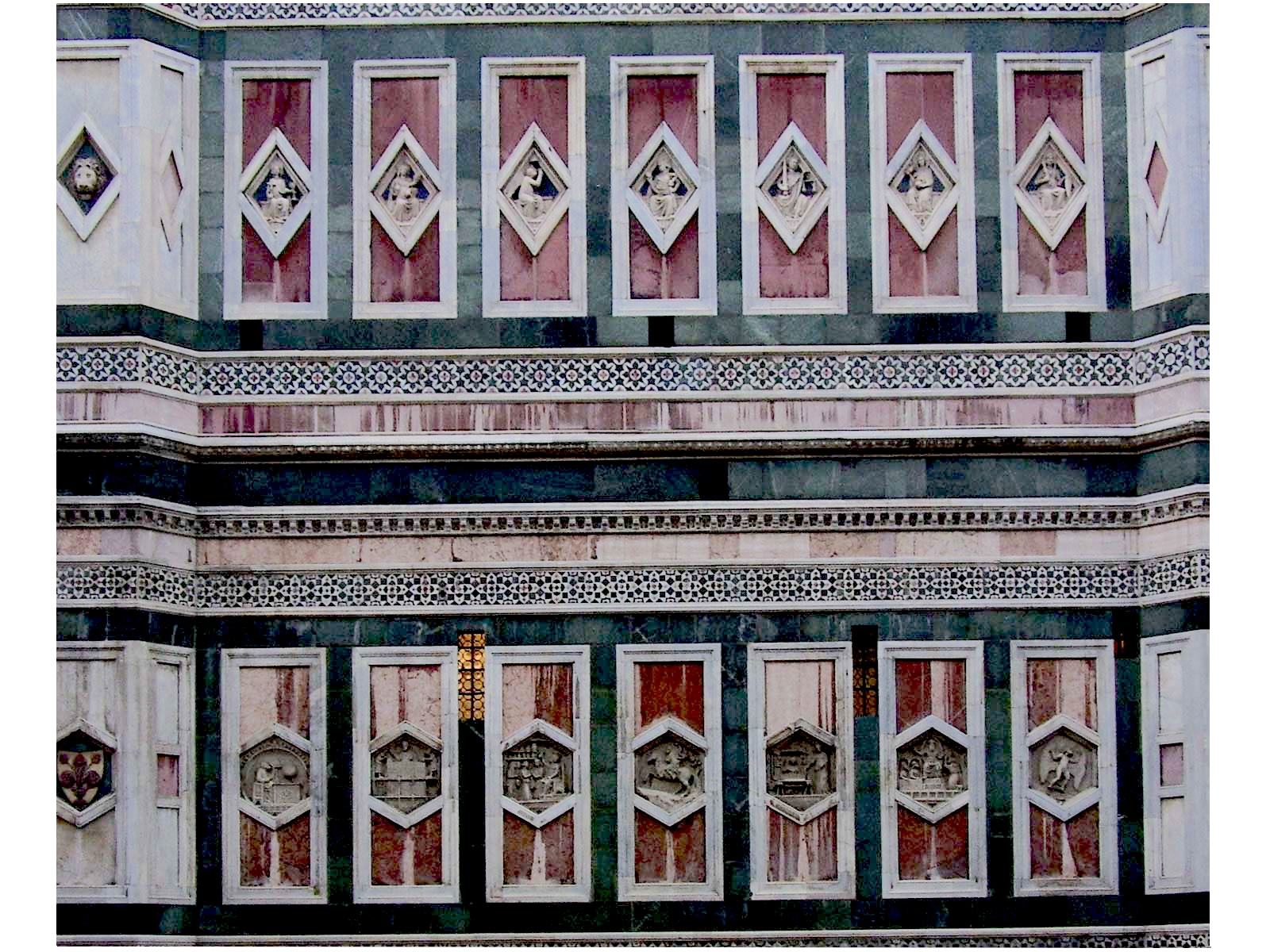
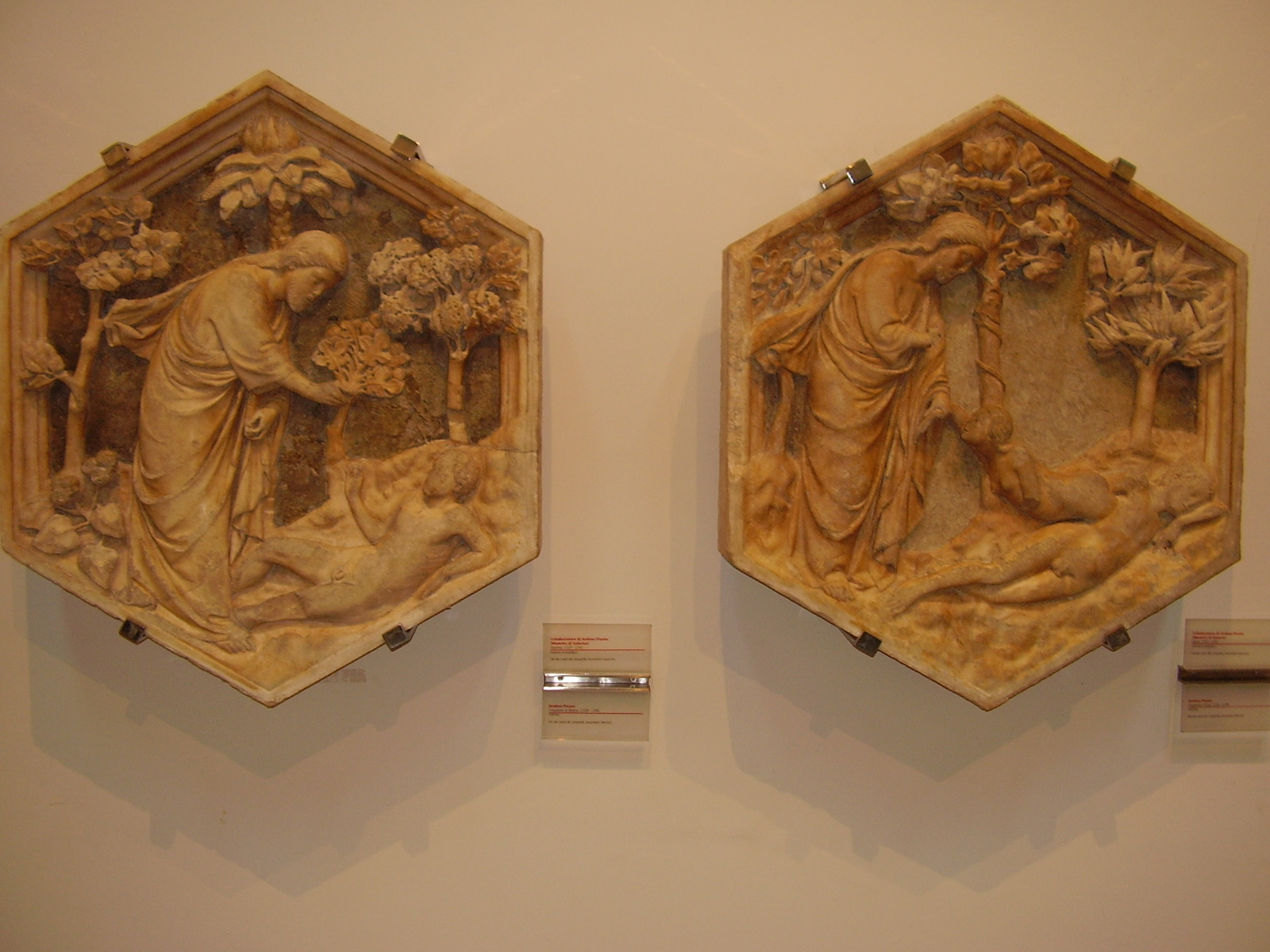
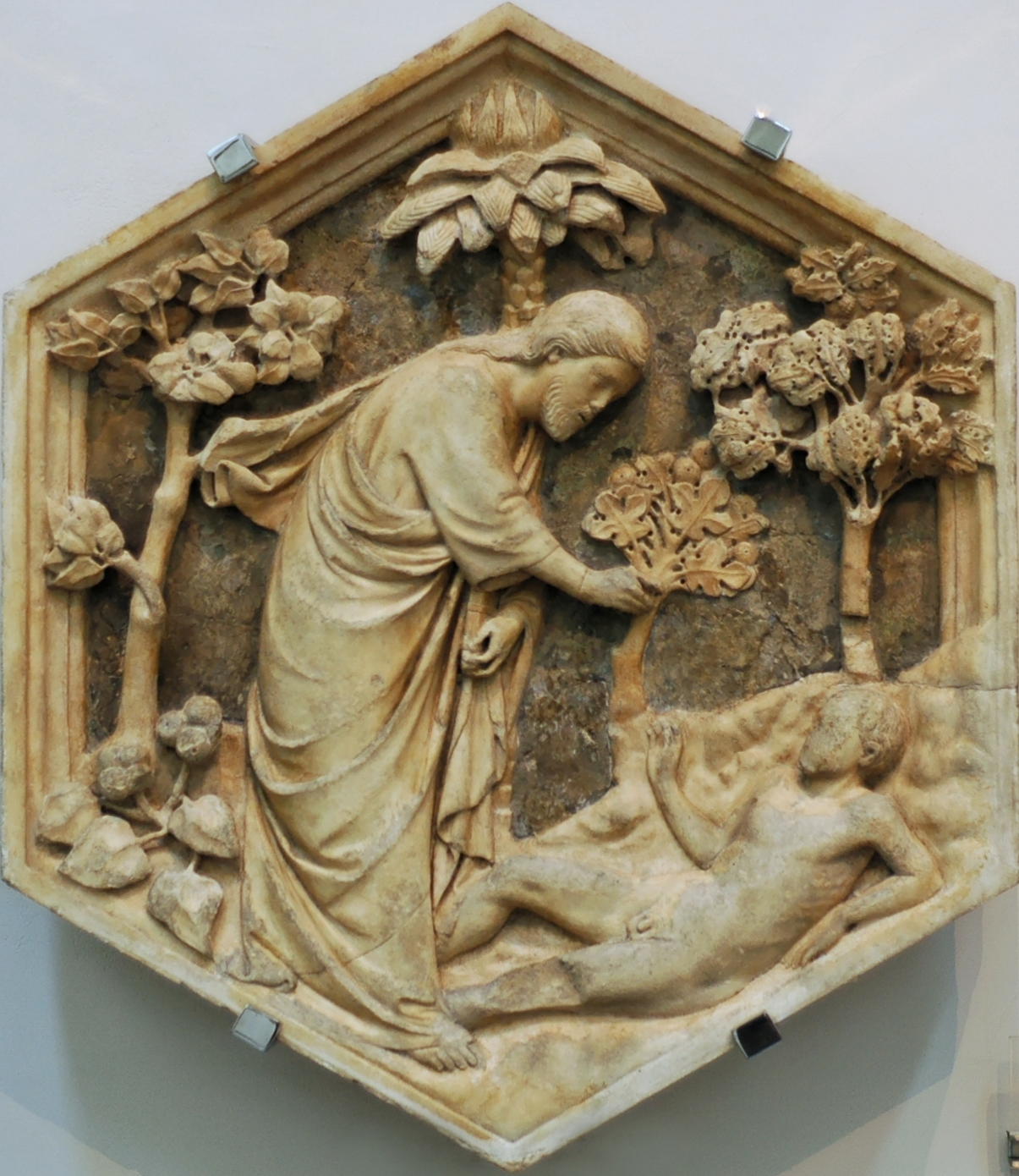
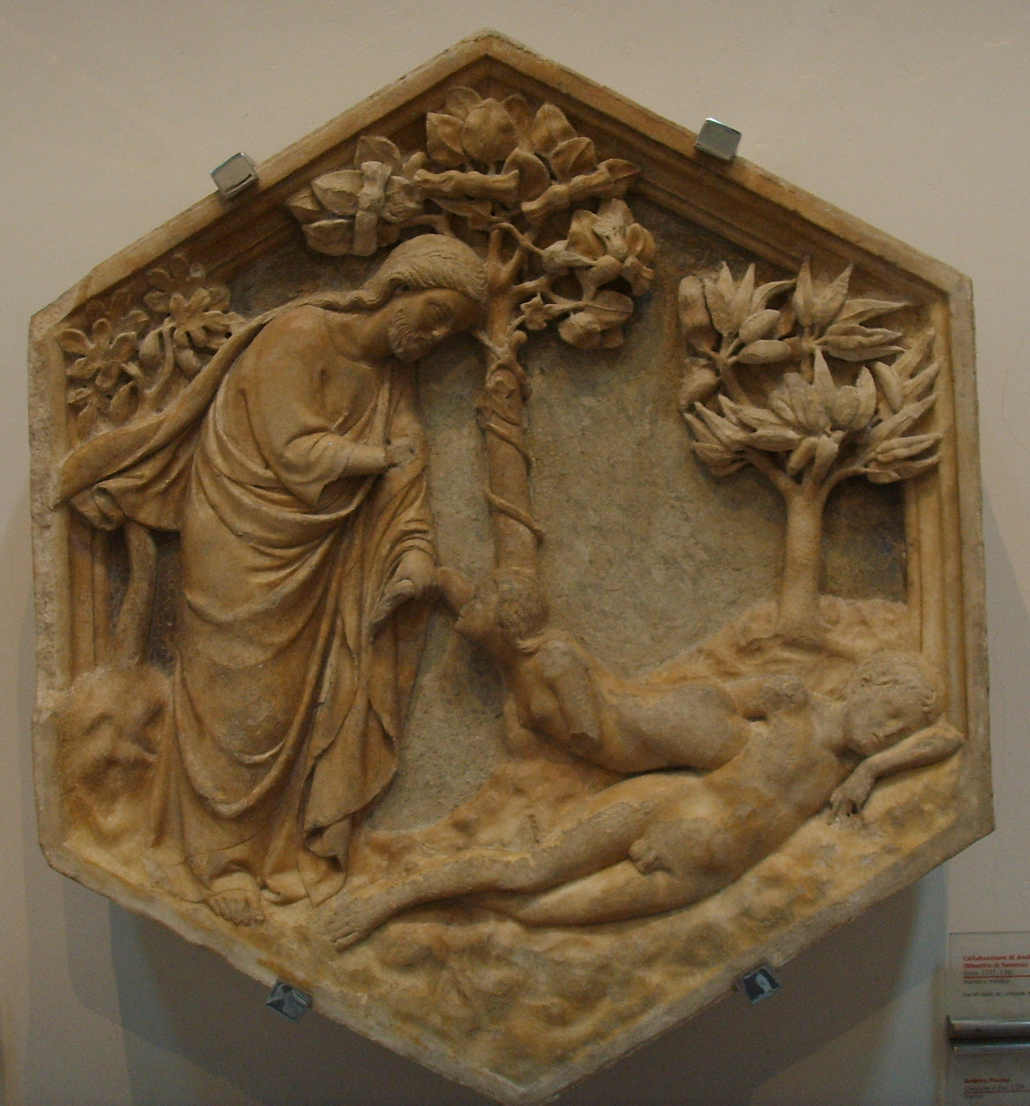
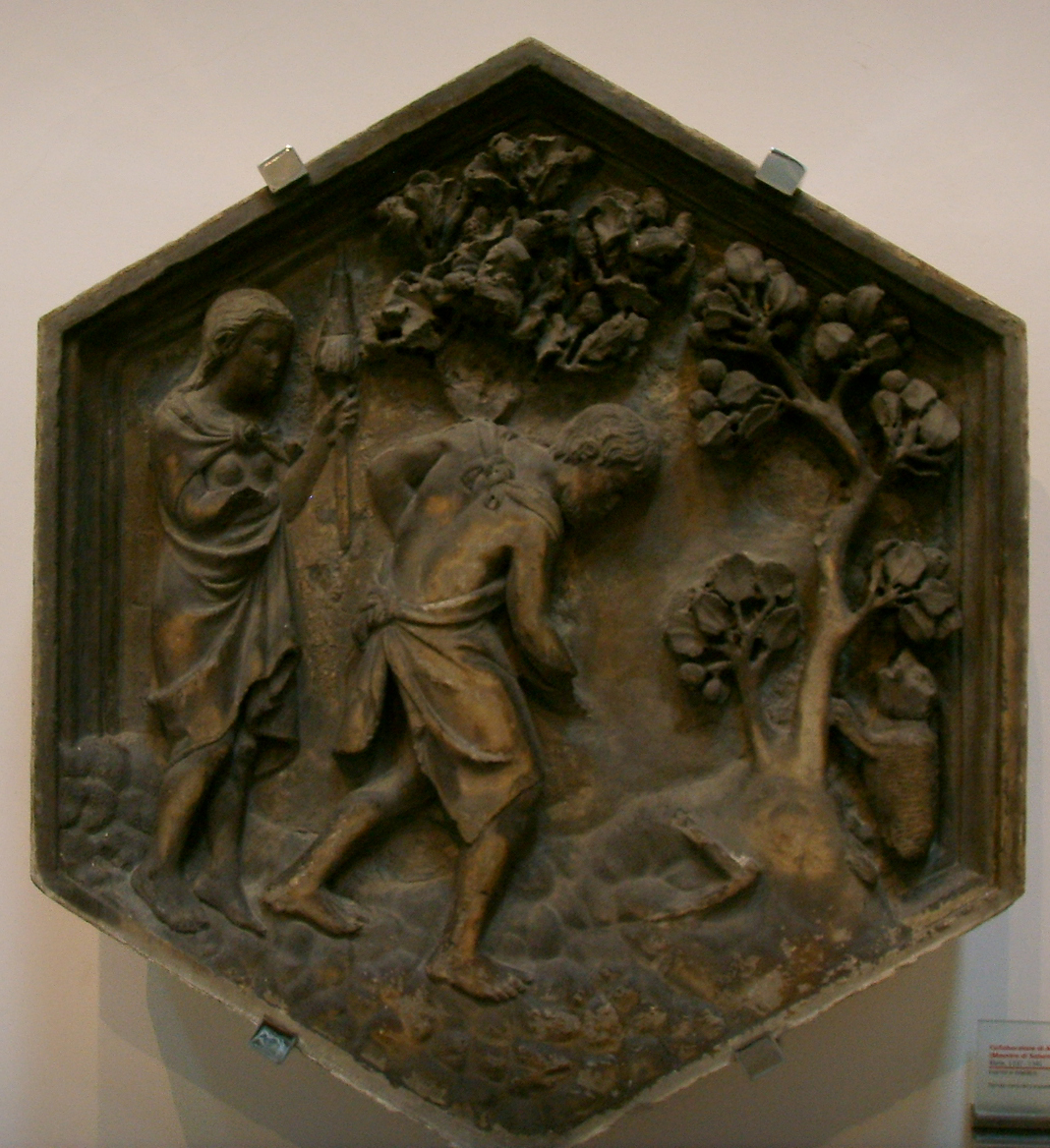
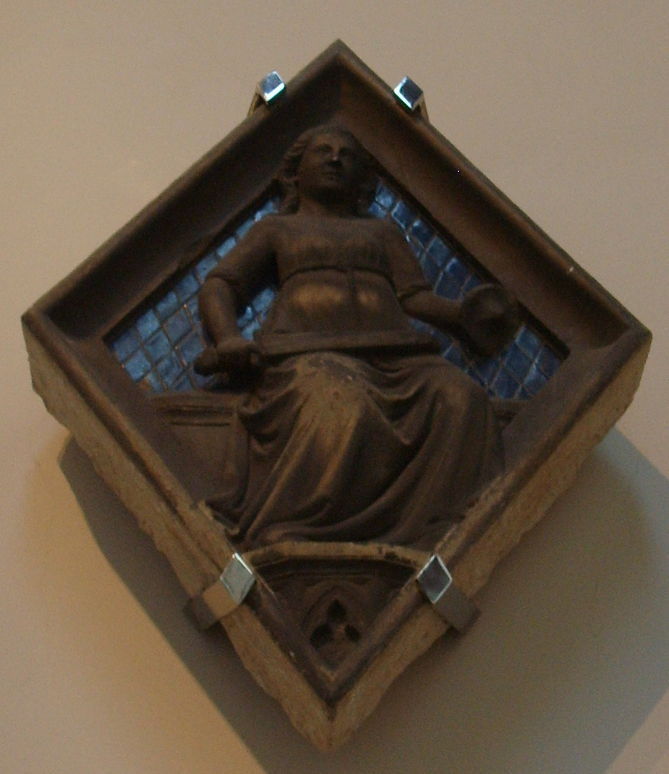
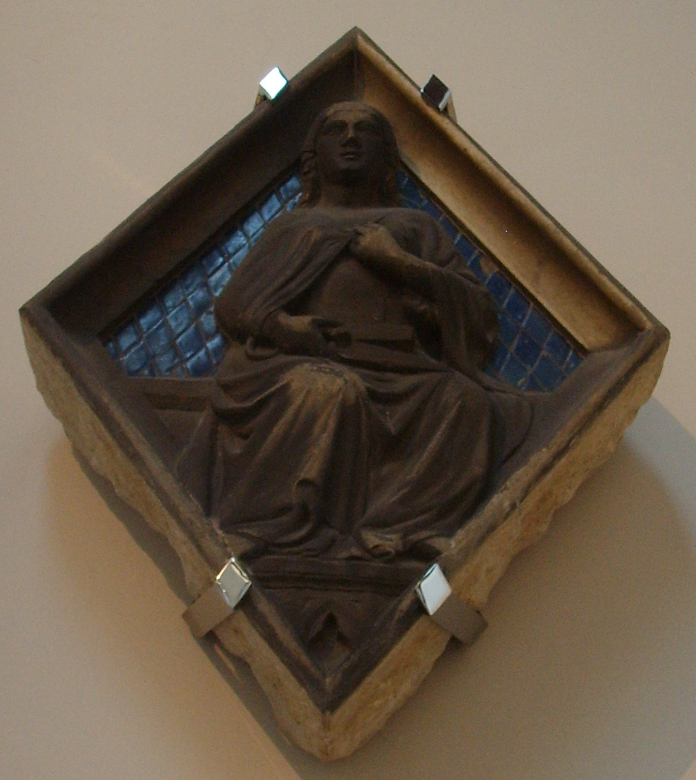
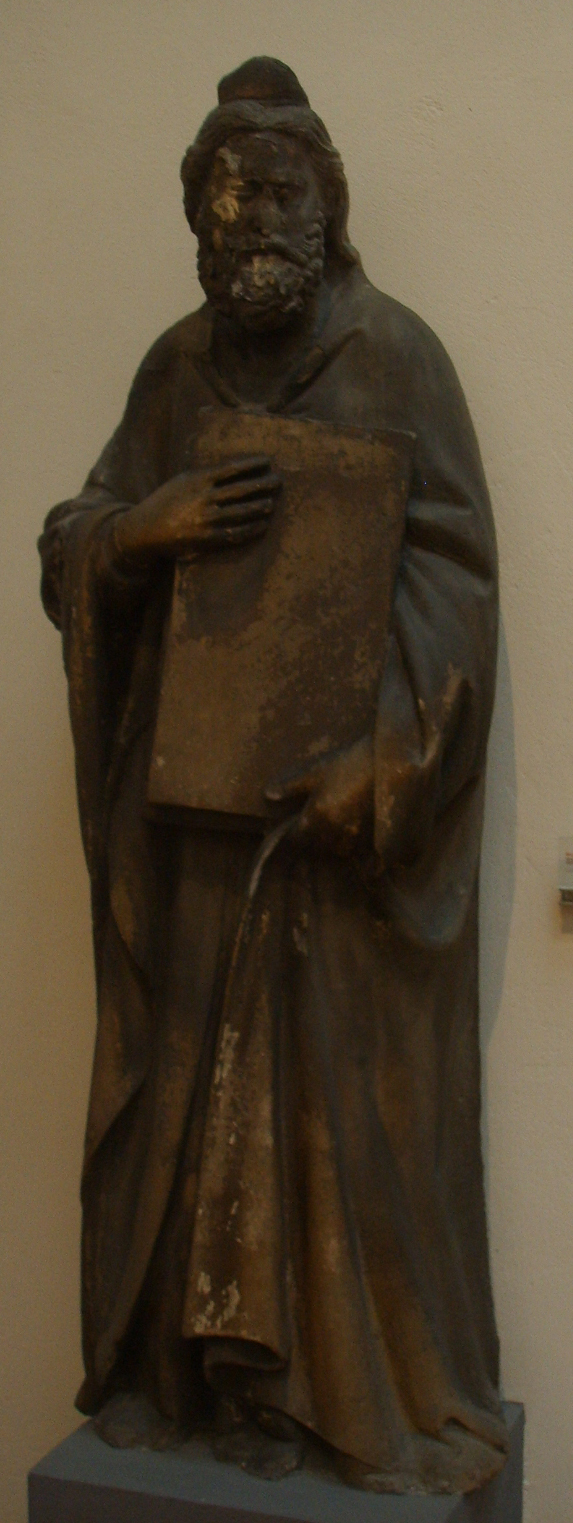
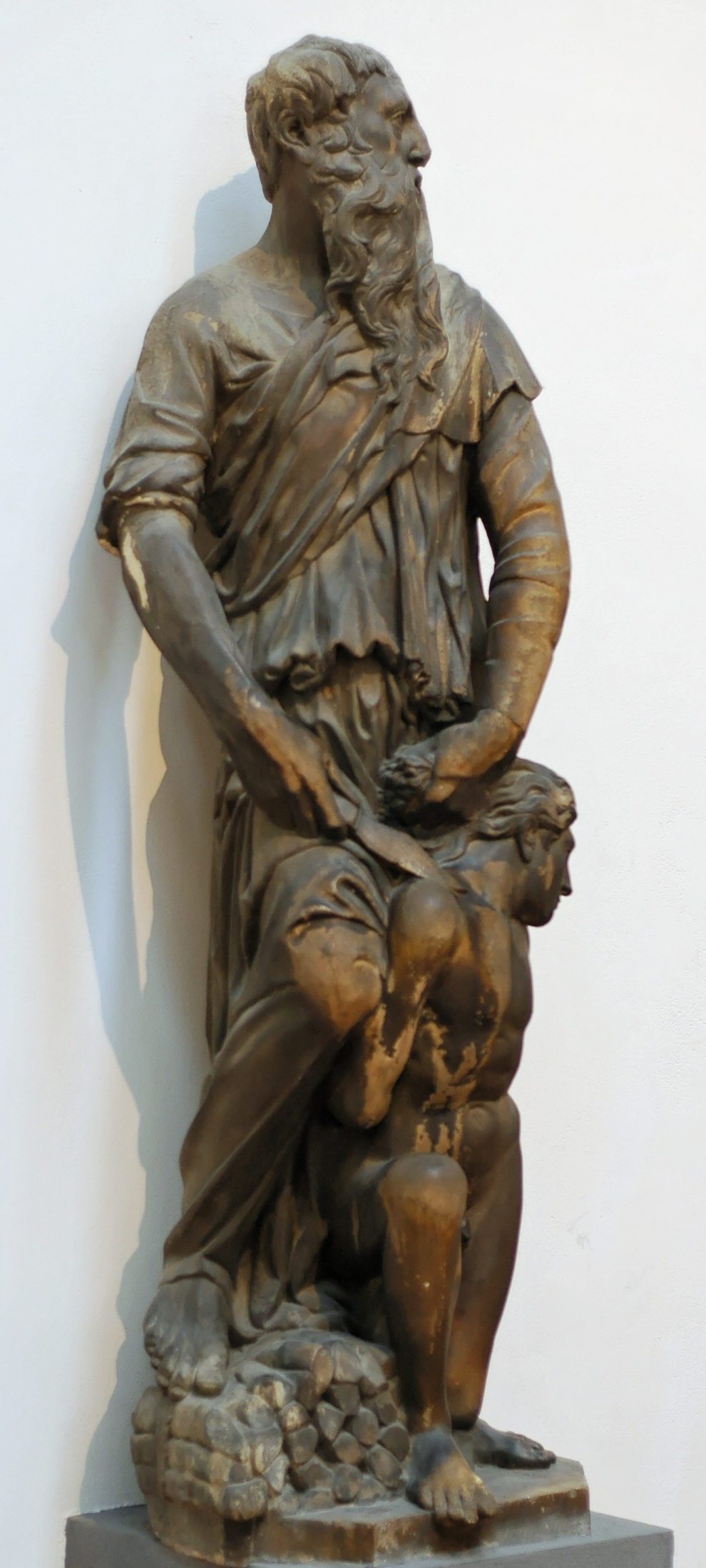